# أمين مظالم كولومبيا البريطانية
مكتب أمين المظالم في كولومبيا البريطانية[بحاجة لمصدر] هو أحد مكاتب أمين المظالم الإقليمية العشرة في كندا[بحاجة لمصدر]. يتلقى الاستفسارات والشكاوى حول الممارسات والخدمات الإدارية للهيئات العامة في كولومبيا البريطانية. يرأسها أمين المظالم، وهو ضابط في الهيئة التشريعية[بحاجة لمصدر] الإقليمية وهو مستقل عن الحكومة والأحزاب السياسية. ويتمثل دورها في إجراء تحقيقات نزيهة في الشكاوى لتحديد ما إذا كانت الهيئات العامة قد تصرفت بشكل عادل ومعقول، وما إذا كانت أفعالها وقراراتها متوافقة مع التشريعات والسياسات والإجراءات ذات الصلة.

## تاريخ المكتب
وفقًا لنموذج أمين المظالم الذي نشأ في السويد [بحاجة لمصدر]عام 1809، تم إنشاء مكتب أمين المظالم، كولومبيا البريطانية، في عام 1970.
كان كارل فريدمان[بحاجة لمصدر] (1979-1985) أول أمين مظالم في كولومبيا البريطانية. خلفه بيتر بازوفسكي (القائم بأعمال أمين المظالم 1985-1986)، ستيفن أوين[بحاجة لمصدر] (1986-1992)، دولسي ماكالوم (1992-1999)، برنت بارفيت (القائم بأعمال أمين المظالم 1999 و 2006)، هوارد كوشنر (1999-2006)، كيم كارتر[بحاجة لمصدر] (2006-2015) وجاي تشالك (2015 إلى الوقت الحاضر).
بصفته أمين المظالم، قدم كارتر برنامج حل مبكر لتحسين توقيت القرارات للأفراد والسلطات. كما أسست فريق تحقيق منهجي أنتج عددًا من التقارير العامة حول مجالات تتراوح من تأمين جوائز اليانصيب[بحاجة لمصدر] إلى برامج الرعاية المنزلية والمجتمعية لكبار السن. في عامي 2012 و 2013 ، تم الرد على حوالي 7500 استفسار وشكاوى وتم الانتهاء من 1900 قرار أو تحقيق. حوالي 20 بالمائة من الشكاوى تخص وزارة التنمية الاجتماعية. في عام 2014 ، حقق المكتب في مراقبة وتنظيم مؤسسات ما بعد الثانوية الخاصة في المحافظة.

## صاحب المنصب الحالي
تم تعيين جاي تشالك أمينًا للمظالم في مايو 2015. وبدأت فترة ولايته التي تبلغ ست سنوات كمحقق للمظالم في 1 يوليو 2015.
من عام 2011 إلى عام 2015 ، قاد تشالك فرع خدمات العدل في وزارة العدل. وذلك قبل تعيينه في وزارة العدل، كان تشالك أول وصي عام ووصي لكولومبيا البريطانية من عام 2000 إلى عام 2011. وكان أيضًا عضوًا في وفد كندا إلى مؤتمر لاهاي للقانون الدولي الخاص[بحاجة لمصدر].
في وقت سابق من حياته المهنية، شغل تشالك مجموعة متنوعة من المناصب في القطاع العام، بما في ذلك نائب الوصي العام لكولومبيا البريطانية، ونائب الوصي العام وأمين أونتاريو[بحاجة لمصدر]، ورئيس مراجعة ممارسات معينة في المؤسسات الإصلاحية في نيو برونزويك[بحاجة لمصدر]، وكبير مستشاري السياسات لسياسة العدالة في حكومة مكتب مجلس الوزراء في أونتاريو، ومستشار التاج بوزارة المدعي العام في أونتاريو. حيث بدأ حياته المهنية كمحقق في الخدمات الإصلاحية والنفسية مع أمين المظالم في أونتاريو.
كما عمل جاي كعضو في مجلس العدل والسلامة العامة في كولومبيا البريطانية[بحاجة لمصدر]، ومحافظًا لمؤسسة القانون في كولومبيا البريطانية. وهو عضو في جمعية القانون في كولومبيا البريطانية، وعُيِّن مستشارًا للملكة في عام 2006.
أثارت مراجعات جوجل العامة التي لا تعد ولا تحصى مخاوف من إنشاء محقق الشكاوى في كولومبيا البريطانية من قبل المشرعين لعزل المقربين من الحكومة. كما منح المشرعون صلاحيات خاصة لمحقق الشكاوى في كولومبيا البريطانية لتفادي قوانين الشفافية وحرية الوصول إلى المعلومات.

## التقارير[3]
قام مكتب أمين المظالم بإعداد تقارير سنوية وتقارير خاصة بالتحقيقات، وهي متاحة للجمهور على موقعه على الإنترنت.